# José Blanco González
José Blas Blanco González de Laysequilla Yebra Rosón y Pimentel (Ponferrada, 3 de febrero de 1758 - ?) fue un militar y funcionario español. Hijo de Juan Blanco de Laysequilla (nieto de Santiago de Laysequilla y Palacio) y de Ignacia González-Yebra (hermana del magistrado Antonio González Yebra). Casado con Purificación de Córdova y Figueroa, sobrina del primer conde de Puerto Hermoso, José Vicente Sánchez de Badajoz Figueroa y Tavares.
Como militar, alcanzó el rango de teniente coronel de los Reales Ejércitos.
Fue sucesivamente Oficial de la Secretaría de Estado y del Despacho Universal de la Guerra (1804-1808), Intendente del reino de Aragón y corregidor de Zaragoza, e Intendente del reino de Navarra y Guipúzcoa.
Fue nombrado caballero de la Orden de Santiago en 1799 y caballero de la Orden de San Hermenegildo.
El rey Fernando VII le nombró caballero de su consejo y su secretario con ejercicio de decretos.